# 6302 Tengukogen
A 6302 Tengukogen (ideiglenes jelöléssel 1989 CF) a Naprendszer kisbolygóövében található aszteroida. Tsutomu Seki fedezte fel 1989. február 2-án.